# Olympische Sommerspiele 1964/Fußball – Gruppe D
| Pl. | Land        | Sp.           | S             | U             | N             | Tore          | Diff.         | Punkte        |
| --- | ----------- | ------------- | ------------- | ------------- | ------------- | ------------- | ------------- | ------------- |
| 1.  | Ghana       | 2             | 1             | 1             | 0             | 004:300       | +1            | 03:10         |
| 2.  | Japan       | 2             | 1             | 0             | 1             | 005:500       | ±0            | 02:20         |
| 3.  | Argentinien | 2             | 0             | 1             | 1             | 003:400       | −1            | 01:30         |
|     | Italien     | zurückgezogen | zurückgezogen | zurückgezogen | zurückgezogen | zurückgezogen | zurückgezogen | zurückgezogen |

Spiele der Gruppe D des olympischen Fußballturniers 1964.

## Argentinien – Ghana 1:1 (1:0)
| Argentinien                                                   | Argentinien | Ghana | Ghana |
| ------------------------------------------------------------- | --- | --- | ----- |
| Argentinien                                                   | \| 12. Oktober 1964 um 14:00 Uhr in Yokohama (Mitsuzawa-Stadion) \| \| Schiedsrichter: Menahem Ashkenazi ( Israel) \|                                                                                 | \| 12. Oktober 1964 um 14:00 Uhr in Yokohama (Mitsuzawa-Stadion) \| \| Schiedsrichter: Menahem Ashkenazi ( Israel) \|                                                             | Ghana |
| Argentinien                                                   | Agustín Mario Cejas – Andrés Bertolotti, Otto Sesana – Horacio Morales, Miguel Mori, Roberto Perfumo – Antonio Roberto Cabrera, José Malleo, Carlos Alberto Bulla, Nestor Manfredi, Miguel Angel Tojo | Edward Dodoo – Sam Acquah, Emmanuel Oblitey – Ben Acheampong, Charles Addo-Odametey, Kofi Pare – Kofi Osei, Wilberforce Mfum, Edward Aggrey-Fynn, Edward Acquah, Mohammadu Salisu | Ghana |
| Argentinien                                                   | 1:0 Bulla (26.) | 1:1 E. Acquah (81.) | Ghana |
| 12. Oktober 1964 um 14:00 Uhr in Yokohama (Mitsuzawa-Stadion) | | |       |
| Schiedsrichter: Menahem Ashkenazi ( Israel)                   | | |       |

## Argentinien – Japan 2:3 (1:0)
| Argentinien                                               | Argentinien | Japan | Japan |
| --------------------------------------------------------- | --- | --- | ----- |
| Argentinien                                               | \| 14. Oktober 1964 um 14:00 Uhr in Tokio (Komazawa-Stadion) \| \| Schiedsrichter: Alexander Skorić ( Jugoslawien) \|                                                                            | \| 14. Oktober 1964 um 14:00 Uhr in Tokio (Komazawa-Stadion) \| \| Schiedsrichter: Alexander Skorić ( Jugoslawien) \|                                                                         | Japan |
| Argentinien                                               | Agustín Mario Cejas – Andrés Bertolotti, Otto Sesana – Horacio Morales, Miguel Mori, Roberto Perfumo – Antonio Roberto Cabrera, Juan Risso, Juan Carlos Domínguez, Nestor Manfredi, Hector Ochoa | Kenzō Yokoyama – Hiroshi Katayama, Yoshitada Yamaguchi – Shigeo Yaegashi, Mitsuo Kamata, Ryōzō Suzuki – Saburō Kawabuchi, Kunishige Kamamoto, Aritatsu Ogi, Teruki Miyamoto, Ryūichi Sugiyama | Japan |
| Argentinien                                               | 1:0 Domínguez (24.) 2:1 Domínguez (63.) | 1:1 Sugiyama (55.) 2:2 Kawabuchi (82.) 2:3 Ogi (83.) | Japan |
| 14. Oktober 1964 um 14:00 Uhr in Tokio (Komazawa-Stadion) | | |       |
| Schiedsrichter: Alexander Skorić ( Jugoslawien)           | | |       |

## Ghana – Japan 3:2 (1:1)
| Ghana                                                     | Ghana | Japan | Japan |
| --------------------------------------------------------- | --- | --- | ----- |
| Ghana                                                     | \| 16. Oktober 1964 um 14:00 Uhr in Tokio (Komazawa-Stadion) \| \| Schiedsrichter: Cornel Nitescu ( Rumänien) \|                                                                          | \| 16. Oktober 1964 um 14:00 Uhr in Tokio (Komazawa-Stadion) \| \| Schiedsrichter: Cornel Nitescu ( Rumänien) \|                                                                        | Japan |
| Ghana                                                     | Edward Dodoo – Samuel Okai, Emmanuel Oblitey – Sam Acquah, Charles Addo-Odametey, Emmanuel Nkansah – Joseph Agyemang-Gyau, Wilberforce Mfum, Edward Aggrey-Fynn, Edward Acquah, Kofi Pare | Kenzō Yokoyama – Hiroshi Katayama, Yoshitada Yamaguchi – Ryōzō Suzuki, Hisao Kami, Mitsuo Kamata – Teruki Miyamoto, Aritatsu Ogi, Shigeo Yaegashi, Kunishige Kamamoto, Ryūichi Sugiyama | Japan |
| Ghana                                                     | 1:1 Agyemang-Gyau (27.) 2:2 S. Acquah (69.) 3:2 Aggrey-Fynn (81.) | 0:1 Sugiyama (12.) 1:2 Yaegashi (53.) | Japan |
| 16. Oktober 1964 um 14:00 Uhr in Tokio (Komazawa-Stadion) | | |       |
| Schiedsrichter: Cornel Nitescu ( Rumänien)                | | |       |